# 葡萄牙裔莫桑比克人
葡萄牙裔莫桑比克人，是指生於或移民到莫桑比克的葡萄牙人。

## 歷史
葡萄牙人在16世紀來到現在的莫桑比克和其他兩個葡語非洲國家（安哥拉和幾內亞比紹），將黑奴帶到葡萄牙和他們的拉丁美洲省份，即現在的巴西的種植園。該地區的第一個永久葡萄牙社區建於16世紀，整個地區被劃分為prazos（農業地產）。到17世紀，更多葡萄牙定居者家庭居住在此。到19世紀，莫桑比克被宣佈為葡萄牙省。到20世紀初，大陸政府允許該地區出現更多的白人移民和定居點，而莫桑比克有70萬葡萄牙定居者，到20世紀60年代經濟改善。正是在此期間，薩拉查統治葡萄牙，數以千計的葡萄牙公民逃往其他國家，特別是鄰近的羅得西亞和南非以及巴西和美國。1974年黑人和一些白人反抗葡萄牙統治。
葡萄牙回歸自由民主制度導致其海外殖民地於1975年獨立（康乃馨革命）。到1975年7月，約有25萬萄牙莫桑比克人，獨立後只有80000人留下。在80,000人中，只有約10,000人選擇了莫桑比克公民身份，而不是葡萄牙公民身份。白人移民的最具決定性的影響是醫生人手不足，醫療服務標準下降。
大量的葡萄牙居民不久後移民，其中大部分回流到葡萄牙，在那裡他們被稱為retornados，而另一些移居到鄰國馬拉維，羅得西亞，南非，或巴西和美國。葡萄牙莫桑比克定居者在南非最引人注目的遺產是Nando's，它於1987年創建，其中納入了來自莫桑比克的前葡萄牙定居者的影響，1975年莫桑比克獨立後，其中許多人定居在約翰內斯堡東南部。
在2010年代葡萄牙國內經濟不振時，亦有不少人移民莫桑比克。

## 語言
葡萄牙語是莫桑比克的官方語言和通用語言。他們的語言稱為莫桑比克葡萄牙語，比巴西方言更接近標準歐洲葡萄牙語。其中以一種主要的班圖語言（如肖納的西松加，馬庫瓦和恩瑙方言）作為第二語言。許多受過教育的葡萄牙莫桑比克人講英語。